# Religião na Alemanha
O cristianismo é a maior religião na Alemanha, com 53.240.000(66,4%) de aderentes em 9 de maio de 2011, data do primeiro censo desde a reunificação alemã. Em 2009, existiam 4,3 milhões de muçulmanos (5,4% da população), seguido pelo budismo e judaísmo.

Mapa de 2008 sobre as denominações cristãs nos estados da Alemanha :As maiores confissões religiosas na Alemanha são o Luteranismo e o Catolicismo, respectivamente, com 27,5% e 27,9de fiéis. Cerca de 24,9% de alemães se declararam não religiosos ou ateus. Seguem como minorias, o islamismo (4%), seguido pelo judaísmo e o budismo (ambos com 0,25%). O Hinduísmo tem apenas 90.000 seguidores (0,1%), enquanto outras religiões correspondem a 50 mil pessoas ou 0,05% da população alemã.
Majority of population is:
membros da Igreja Católica Apóstólica Romana
membros da Igreja Evangélica na Alemanha (Luterana) (Evangelische Kirche in Deutschland, EKD)
outros membros da Igreja Católica ou da Igreja Evangélica Alemã com esta última sendo a maior denominação
outros membros da Igreja Católica ou membros da Igreja Evangélica Alemã tendo a maior denominação a dos Cristãos Católicos
principalmente, não religiosa (ateus e agnósticos), a maior minoria cristã é a Igreja Evangélica Alemã

## Estatísticas da cultura
Durante as últimas décadas, as duas maiores igrejas da Alemanha (Igreja Católica Romana e Igreja Protestante Evangélica na Alemanha (IPEA) (em alemão "Evangelische Kirche in Deutschland") (EKD)), perderam números significativos de adeptos, “As últimas cifras da Conferência Episcopal Alemã pintam um quadro negativo: mais de 160.000 fiéis deixaram a Igreja Católica em 2016, escreveu em 2017 Christoph Wimmer, editor da CNA Deutsch, agência em alemão do grupo ACI.
“O número total de sacerdotes católicos na Alemanha em 2016 foi de 13.856, uma queda de 200 comparado com o ano anterior. Matrimônios, crismas e outros sacramentos estão em queda”, assinalou .
Além disso, “o sacramento da Confissão, sobre o qual a Conferência Episcopal não disponibiliza números, desapareceu, para todos os efeitos, de muitas, se não da maioria, das paróquias”, lamentou.
Em 2015, apenas 2,5 milhões de católicos, de um total de 24 milhões, iam à missa aos domingos.
No decorrer da Reforma Protestante e da Guerra dos Trinta Anos que se seguiu nos séculos 15 e 16, a religião na Alemanha terminou sendo distribuída de acordo com as preferências dos governantes locais: Portanto, a maioria das áreas no Sul e Oeste (especialmente Baviera e Renânia do Norte-Vestfália) são católicos enquanto o Norte e o Leste são principalmente protestantes. No entanto, o regime comunista do antigo DDR (República Democrática Alemã) criticou a religião nas partes orientais da Alemanha até a reunificação em 1990. Isso explica por que a porcentagem de ateus é particularmente alta nesses estados federais.

Outras vertentes da religião cristã na Alemanha são as chamadas Igrejas Evangélicas Livres, uma união frouxa das congregações que aderiram ao Batismo, ao Metodismo e às religiões relacionadas, como os menonitas, bem como as duas igrejas ortodoxas. O evangelismo cristão na Alemanha (das Igrejas Evangélicas Livres) remonta aos esforços dos missionários norte-americanos no século XIX. Tanto a religião grego-ortodoxa quanto a religião russo-ortodoxa na Alemanha se estabeleceram aqui com a população imigrante grega e sérvia nas décadas de 1960 e 1970.

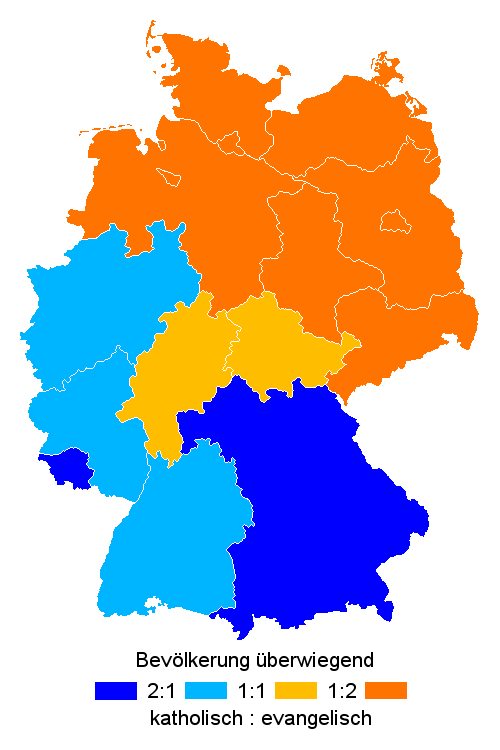
Catolicismo e Protestantismo nos Estados federais da Alemanha. As áreas em azul(claro e escuro) representam os fiéis Católicos enquanto que as áreas em laranja e amarelo representam os fiéis Protestantes.

Segundo o censo de 2011, os protestantes (principalmente luteranos) representam 30,8% da população, formando o maior grupo religioso; os Católicos romanos formam 30,3% da população alemã. 38,8% são de outras religiões ou não informaram à que religião pertencem.
| Filiação religiosa                                                           | Número de adeptos | Percentagem |
| ---------------------------------------------------------------------------- | ----------------- | ----------- |
| Protestantismo                                                               | 24.740.380        | 30,8%       |
| Catolicismo                                                                  | 24.328.100        | 30,3%       |
| Outras religiões, sem religião e pessoas que não responderam ao questionário | 31.151.210        | 38,8%       |

## As comunidades religiosas

### Cristianismo

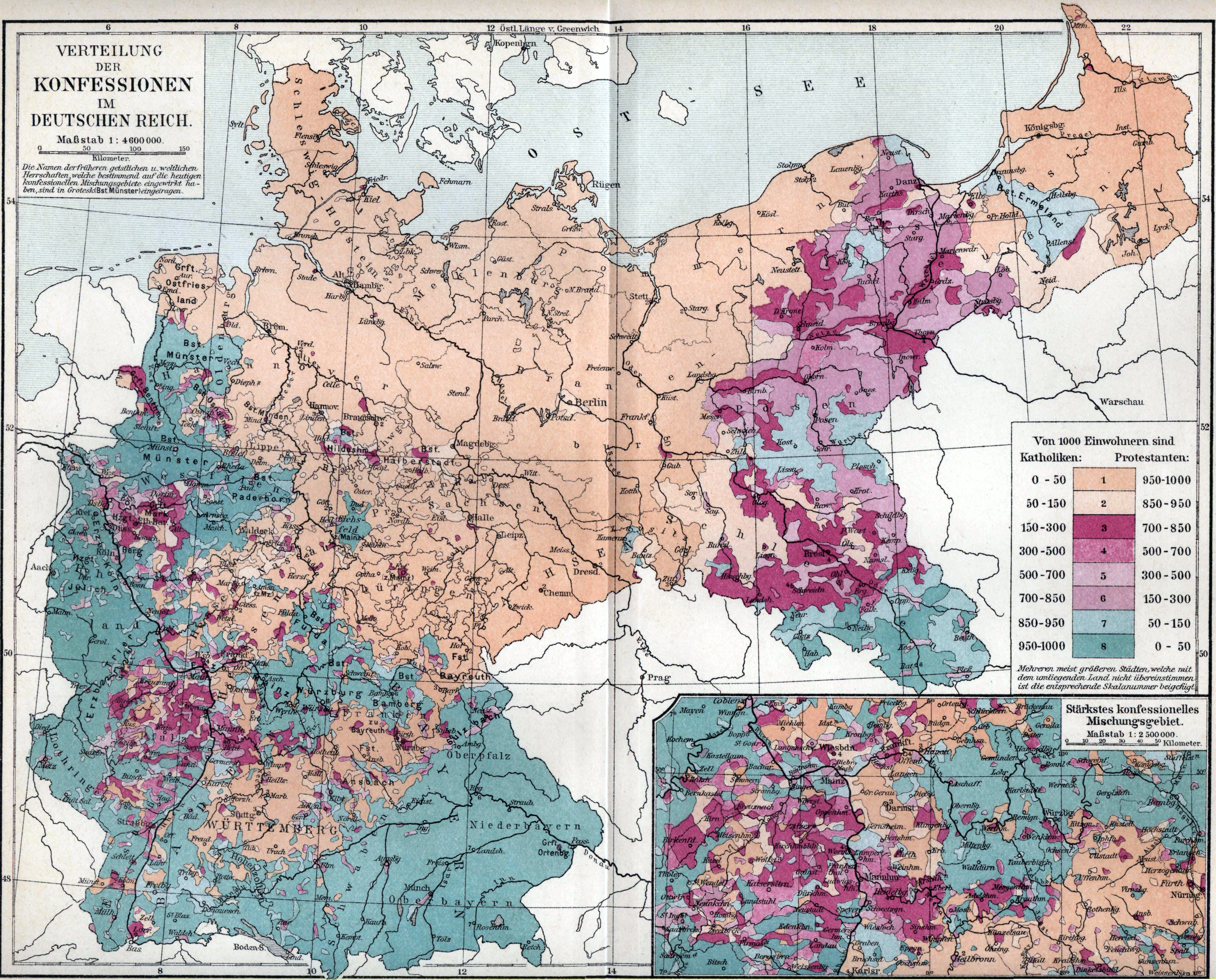
A situação religiosa no Império Alemão em 1895. Áreas em vermelho e rosa são predominantemente protestante, áreas azuis predominantemente católica.

Apesar das perdas recentes de adeptos, o cristianismo ainda é de longe a maior religião na Alemanha, com  o catolicismo romano (particularmente no sul e oeste) compreendendo 27,2 %da população, e com os protestantes da Igreja Evangélica na Alemanha, (especialmente no norte), compreendendo 24.9% dos alemães. Por conseguinte a maioria do povo alemão pertencem a uma comunidade cristã, embora muitos deles não tomam parte ativa na vida da igreja com a frequência à igreja aos domingos consideravelmente menos do que 10%, dos quais 4,1% de católicos (em 2008) e 1,2% protestantes (em 2007 )[10]. 1,7% da população é cristã.

### Judaísmo
Hoje a Alemanha, especialmente sua capital, Berlim, alberga a comunidade judaica que teve o crescimento mais rápido do mundo inteiro. Cerca de noventa mil judeus do antigo Bloco de Leste, principalmente de países da ex-União Soviética, instalaram-se na Alemanha desde a queda do muro de Berlim. Isto é principalmente devido a uma política do governo alemão, que basicamente concede um bilhete de imigração para alguém da CEI e Estados Bálticos com herança judaica, e o fato de que os alemães de hoje são vistos como muito mais abertos aos judeus do que muitas pessoas na ex-União Soviética. Alguns dos cerca de 60.000 judeus alemães residentes no país há muito tempo expressaram sentimentos mistos sobre esta imigração recente que el percebem como tornando-os uma minoria não só no país, mas também na sua própria comunidade. Antes do nazismo, cerca de 600.000 judeus viviam na Alemanha, com antecedentes familiares que em parte remontavam à época romana.

### Islamismo
A partir de 2006, de acordo com o Departamento de Estado dos EUA, mais de 3 milhões de muçulmanos (a maioria de origem turca) vivem na Alemanha.[carece de fontes?] Este valor inclui as diferentes denominações do Islã, como os Alevitas.[carece de fontes?] Ultimamente tem havido discussões acaloradas sobre a questão de haver ou não mulheres muçulmanas no serviço público, como professores, autorizados a usar o véu para o trabalho.[carece de fontes?]

### Cultos, seitas e novos movimentos religiosos
Como na maioria dos outros países, as igrejas estão ativamente envolvidos na difusão de informações e avisos sobre seitas e cultos (em linguagem coloquial a palavra alemã "Sekte" é usada em ambos os sentidos) e novos movimentos religiosos. Na opinião pública, pequenos grupos religiosos são muitas vezes referida como "Sekten", que tanto pode referir-se a seitas destrutivas, mas também a todos os movimentos religiosos que não são cristãos ou diferente do catolicismo romano e o protestantismo histórico. No entanto, grandes religiões do mundo como Cristianismo, Hinduismo, Budismo, Judaísmo e Islamismo não são referidos como "Sekten".
Ao classificar os grupos religiosos, a Igreja Católica Romana e os protestantes da Igreja Evangélica na Alemanha utilizam uma hierarquia de três níveis de "igrejas", "igrejas livres" e "Sekten":
1. Kirchen (igrejas) é o termo geralmente aplicado à Igreja Católica, as igrejas da "Igreja Protestante Evangélica na Alemanha" é membro (Landeskirchen), e as Igrejas Ortodoxas. As igrejas não são apenas concedido o estatuto de uma organização sem fins lucrativos, mas não têm direitos adicionais como corporações legais (em alemão: Körperschaft des öffentlichen Rechts), o que significa que eles têm o direito de empregar funcionários públicos (Beamter), fazer deveres oficiais ou emitir documentos oficiais.
2. Freikirchen (igrejas livres) é o termo geralmente aplicado a organizações protestantes fora do "Igreja Protestante Evangélica na Alemanha", por exemplo, Batistas, metodista, luteranos independente, pentecostais, adventistas do sétimo dia. No entanto, os católicos antigos podem ser referidos como uma igreja livre também. As igrejas livres não são só concedeu o estatuto de isenção fiscal de uma organização sem fins lucrativos, mas muitos deles têm direitos adicionais como corporações legais.
3. Sekten é o termo para os grupos religiosos que não se vêem como parte de uma grande religião (mas talvez como a única verdadeira crentes de uma religião maior). Exemplos de grupos são Cientologia e Hare Krishna. Embora esses grupos religiosos têm plena liberdade religiosa e de protecção contra a discriminação de seus membros, as suas organizações, na maioria dos casos não é concedido o estatuto de isenção fiscal de uma organização sem fins lucrativos.

Cada "Landeskirche" Comunidade de igrejas protestantes (a igreja cuja jurisdição canônica se estende por um ou vários estados, ou país) episcopado católico e tem uma "Sektenbeauftragter" ("Seita delegado") de quem a informação sobre os movimentos religiosos podem ser obtidas.

## Secularismo
Antes da Segunda Guerra Mundial, cerca de dois terços da população alemã era protestante e um terço era católica romana. No norte e no nordeste da Alemanha, especialmente, os protestantes dominados. Na antiga Alemanha Ocidental entre 1945 e 1990, que por coincidência continha quase todas as áreas historicamente Católica da Alemanha (com exceção da Silésia Oriental e distritos do que era polonês leste da Alemanha), os católicos tiveram uma pequena maioria desde a década de 1980. Áreas protestantes eram muito mais afetado pelo secularismo que nas zonas predominantemente católica. Os estados predominantemente irreligionista (Hamburgo e os estados do leste alemão) costumava ser luterana ou Estados "Stronghold".
Há uma maioria não-religiosas, em Hamburgo, Berlim, Brandemburgo, Saxónia, Saxónia-Anhalt, Turíngia e Mecklemburgo-Pomerânia Ocidental. No leste do estado da Saxónia-Anhalt apenas 19,7 por cento pertencem a duas grandes denominações do país. Este é o estado onde Martinho Lutero nasceu. Alemanha Oriental, que estava sob o regime comunista, é de longe a região menos religiosa do mundo.
Na Alemanha Oriental, tanto observância religiosa e filiação são muito mais baixos do que no resto do país, após quarenta anos de regime comunista. O governo da República Democrática Alemã incentivou uma cosmovisão ateísta através de instituições como a Jugendweihen, consagrações de juventude, seculares cerimônias de passagem de idade semelhantes à confirmação cristã em que todos os jovens foram fortemente encorajados a participar (e desfavorecidos socialmente se não o fizessem). A frequência média à igreja é agora uma das mais baixas do mundo, com apenas 5% ao menos uma vez por semana, comparando com 14% no resto do país, de acordo com um estudo recente. O número de batizados, casamentos religiosos e funerais também é menor do que no Ocidente.

## A liberdade religiosa na Alemanha
A Constituição alemã garante a liberdade de fé e religião. Ele também afirma que ninguém pode ser discriminado devido à sua fé ou opiniões religiosas. Ao contrário de alguns outros países, a cooperação entre o Estado e as comunidades religiosas é inteiramente de acordo com a Constituição alemã. As comunidades religiosas que são de tamanho considerável e estabilidade e são leais à Constituição podem ser reconhecidas como "empresas legais". Isto dá-lhes certos privilégios, por exemplo, ser capaz de dar instrução religiosa nas escolas públicas (na maioria dos estados, exceto de Berlim e Bremen).
Para qualquer Igreja é cobrado imposto, se uma pessoa apresenta uma religião em seu formulário de imposto ou está listado como membro no registro da população. É uma sobretaxa no valor de 8 ou 9% do imposto de renda. O estatuto aplica-se principalmente à Igreja Católica Romana, a Igreja Protestante Evangélica na Alemanha, e as comunidades judaicas. Houve inúmeras discussões sobre admitir outros grupos religiosos como Testemunhas de Jeová e os muçulmanos nesse sistema também. Os esforços muçulmanos foram dificultados pelos muçulmanos 'próprio estado desorganizado na Alemanha, com muitas pequenas organizações rivais e nenhuma liderança central, que não se encaixam bem em um quadro jurídico que foi originalmente criado com o bem-organizado, grandes igrejas cristãs em mente.
Em 2005, o governo local na cidade de Paderborn se envolveu em uma polêmica no qual um número de famílias batistas recusou-se a enviar seus filhos à escola regular ou qualquer substituto aceitou, preferindo a escolaridade em casa. É uma exigência do direito alemão que cada criança deve ser educada em uma escola estadual ou uma alternativa aceitável. O governo local tomou medidas para forçar os pais a cumprir a lei, mas sem sucesso - em primeiro lugar, advertências, multas, em seguida, então breve penas privativas de liberdade pouco fez para impedi-los. Finalmente, em agosto de 2005, a cidade levou os pais a tribunal, e os pais perderam a guarda dos filhos. O argumento jurídico subjacente a esta decisão foi o equilíbrio entre a liberdade religiosa dos pais e da liberdade de ser educado e ter igualdade de oportunidades na vida das crianças. Esta foi precedida por um processo semelhante na vizinha cidade de Gütersloh, em 2004.
Igreja e Estado são separados, mas não há cooperação em várias áreas, principalmente no setor social.
Vale lembrar que a Alemanha recebe uma de sete Casas de Adoração Bahá'í no mundo. Concluído em 1964, está localizado no sopé das montanhas Taunus, na aldeia de Langenhain (perto de Hofheim am Taunus), cerca de 25 km (15,5 mi) a oeste de Frankfurt.